# Rami Malek

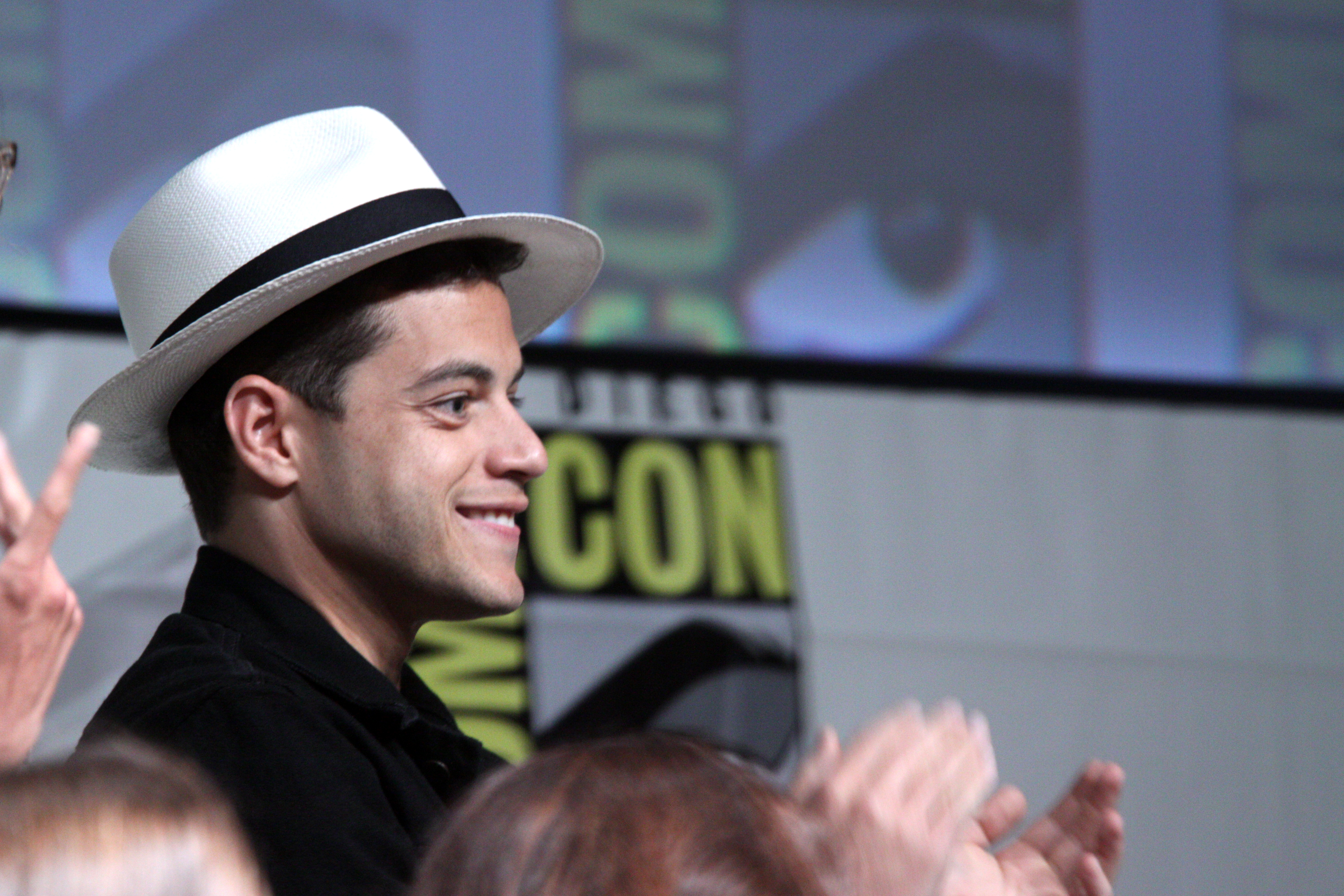

Rami Said Malek (* 12. května 1981, Los Angeles, USA) je americký herec egyptského původu. Nejvíce se proslavil v životopisném snímku Bohemian Rhapsody o skupině Queen a osobním životě Freddieho Mercuryho, kde ztvárnil právě Mercuryho. Dále se také proslavil v seriálu Mr. Robot v roli Elliota Aldersona a také v nejnovější bondovce No Time to Die v roli hlavní záporné postavy Safina.

## Život
Malek se narodil v Los Angeles v Kalifornii egyptským rodičům. Jeho rodina patří ke koptským křesťanům. Má identického bratra jménem Sami, Rami je starší o čtyři minuty. Malek navštěvoval Notre Dame High School v Sherman Oaks v Kalifornii. Studoval herectví na Evansvillské univerzitě. V roce 2003 se na této univerzitě stal bakalářem výtvarných umění.

## Kariéra
Svou hereckou kariéru zahájil v roce 2004 hostujícími rolemi v několika televizních seriálech, včetně seriálu Gilmorova děvčata, Over There a Medium, či dabingem pro videohru Halo 2. Pravidelně se také objevoval v seriálu Rodinná válka na TV FOX (2005–2007) a také v seriálu Pacifik na HBO (2010). V roce 2006 debutoval v roli Faraona Ahkmenraha v komedii Noc v muzeu. Tuto roli opakoval v pokračováních Noc v muzeu: Bitva o Smithsonian (2009) a Noc v muzeu: Tajemství hrobky (2014).
Na jaře roku 2007 vystupoval jako Jamie v divadelním představení Keitha Bunina Credeaux Canvas v divadle Elephant v Los Angeles. V roce 2010 se vrátil k televizi. Hrál egyptsko-amerického sebevražedného atentátníka Marcose Al-Zacara v osmé sezoně seriálu Fox 24. Později téhož roku získal ohlas u kritiků za svou roli desátníka Merriell „Snafu“ Sheltona v minisérii Pacifik. Během natáčení The Pacific se Malek setkal s producentem Tomem Hanksem, který byl jeho výkonem překvapený a později jej obsadil jako studenta Steva Dibiasiho v celovečerním filmu Moje krásná učitelka, který měl premiéru v červenci 2011. V srpnu 2010 bylo oznámeno, že Malek byl obsazen jako egyptský upír Benjamin v Twilight Sága: Rozbřesk - 2. část. Hrál v některých částech filmu Mistr Paula Thomase Andersona (2012).
V roce 2013 účinkovall v nezávislých filmech Ain´t Them Bodies Saints a hrál hlavní roli v dramatu Mr. Robot, které mělo premiéru 24. června 2015. V horrorové hře pro PS4 Until Dawn (vydána 25. srpna 2015) nadaboval a nahrál jednu z hlavních postav – Joshe.
V roce 2018 ztvárnil legendárního, předčasně zesnulého zpěváka Freddieho Mercuryho ve filmu Bohemian Rhapsody, který vypráví o společných letech se skupinou Queen, zejména 1970–1985. Za roli získal cenu Zlatý glóbus a Oscara.

## Filmografie

### Film
| Rok  | Název                             | Role                   | Poznámky            |
| ---- | --------------------------------- | ---------------------- | ------------------- |
| 2006 | Noc v muzeu                       | faraon Ahkmenrah       |                     |
| 2009 | Noc v muzeu 2                     | faraon Ahkmenrah       |                     |
| 2011 | Moje krásná učitelka              | Steve Dibiasi          |                     |
| 2012 | Battleship                        | poručík Hill           |                     |
| 2012 | Twilight sága: Rozbřesk – 2. část | Benjamin               |                     |
| 2012 | Mistr                             | Clark                  |                     |
| 2013 | Ain't Them Bodies Saints          | Will                   |                     |
| 2013 | Dočasný domov                     | Nate                   |                     |
| 2013 | Oldboy                            | Browning               |                     |
| 2014 | Need for Speed                    | Finn                   |                     |
| 2014 | Noc v muzeu: Tajemství hrobky     | faraon Ahkmenrah       |                     |
| 2014 | Da Sweet Blood of Jesus           | Seneschal Higginbottom |                     |
| 2016 | Project X                         | vypravěč (hlas)        | krátkometrážní film |
| 2016 | Buster's Mal Heart                | Jonah / Buster         |                     |
| 2017 | Motýlek                           | Louis Dega             |                     |
| 2018 | Bohemian Rhapsody                 | Freddie Mercury        |                     |
| 2020 | Dolittle                          | Chee-Chee (hlas)       |                     |
| 2021 | Není čas zemřít                   | Safin                  |                     |
| 2021 | The Little Things                 | detektiv Baxter        |                     |
| 2022 | Amsterdam                         | Tom                    |                     |
| 2023 | Oppenheimer                       | David L. Hill          |                     |
| 2025 | Amatér                            | Charles Heller         | také producent      |

### Televize
| Rok       | Název               | Role                     | Poznámky                                 |
| --------- | ------------------- | ------------------------ | ---------------------------------------- |
| 2004      | Gilmorova děvčata   | Andy                     | díl: „Za hlaholu zvonů“                  |
| 2005      | Tam někde           | Hassan                   | 2 díly                                   |
| 2005      | Medium              | Timothy Kercher          | díl: „Time Out of Mind“                  |
| 2005–2007 | Rodinná válka       | Kenny Al-Bahir           | 21 dílů                                  |
| 2010      | 24 hodin            | Marcos Al-Zacar          | 3 díly                                   |
| 2010      | The Pacific         | Merriell "Snafu" Shelton | 6 dílů                                   |
| 2012      | Alcatraz            | Webb Porter              | díl: „Webb Porter“                       |
| 2012      | Legenda Korry       | Tahno (hlas)             | 3 díly                                   |
| 2014      | Believe             | Dr. Adam Terry           | díl: „Pilot“                             |
| 2015–2019 | Mr. Robot           | Elliot Alderson          | hlavní role, také producent (od 3. řady) |
| 2017–2018 | BoJack Horseman     | Flip McVicker (hlas)     | 10 dílů                                  |
| 2021      | Saturday Night Live | Sám sebe/moderátor       | díl: „Remi Malek/Young Thug“             |

### Videohry
| Rok  | Název               | Role                     | Poznámky |
| ---- | ------------------- | ------------------------ | -------- |
| 2004 | Halo 2              | různé hlasy              |          |
| 2014 | The Legend of Korra | Tahno                    |          |
| 2015 | Until Dawn          | Joshua "Josh" Washington |          |